# Ridder Walder
Ridder Walder (originele titel: Chevalier Walder) is een Belgische stripreeks van Jeanine Rahir, uitgegeven door Glenat en voortgezet door Talent.

## Inhoud
Het verhaal speelt zich af in de vroege middeleeuwen (1200-1300) daarin staat de hoofdfiguur Walder centraal. Deze voegt zich bij de Teutoonse Orde en beleeft surrealistische avonturen met een Gothic sfeer.
Walder von Stein is een aan lager wal geraakte ridder en besluit iets te doen wat eigenlijk tegen zijn principes indruist, bij de Teutoonse orde gaan. De luxe die hij daar vindt brengt hem tot andere gedachten tot hij in tweestrijd valt met zichzelf. De Orde waarbij Walder dient valt Noord-Oost Europa binnen en Walder moet acties ondernemen waarmee hij het niet eens is. Op zeker moment ontmoet Walder de jonge vrouw Mygale en verlaat voor haar de Orde weer. Na een korte gelukkige periode verkoopt hij zijn landgoed van Stein aan de Orde die hij zo haatte en voegt zich opnieuw bij deze groep omdat duistere machten zijn leven dreigen te overheersen.

## Albums
De strip wordt zowel als softcover en hardcover uitgebracht. Er zijn tot nu toe zeven albums verschenen:
- De Gevangenen van God (1997)
- Voor de Poorten van de Hel (1998)
- Dodelijke Overwinning (1999)
- De Ridder met de Raaf (2001)
- Harten Drie (2002)
- Teutoonse Ridder (2002)
- Het Vervloekte Land (2003)